# Pocé-sur-Cisse
Pocé-sur-Cisse è un comune francese di 1 673 abitanti situato nel dipartimento dell'Indre e Loira nella regione del Centro-Valle della Loira.

## Società

### Evoluzione demografica
Abitanti censiti

## Amministrazione

### Gemellaggi
- Grandate